# Gorani (okręg Ardżesz)
Gorani – wieś w Rumunii, w okręgu Ardżesz, w gminie Uda. W 2011 roku liczyła 110 mieszkańców.